# Hans Sleeuwenhoek
Hans Carol Leopold Sleeuwenhoek (Zaandam, 26 augustus 1939 – Utrecht, 20 september 2017) was een Nederlands presentator en programmamaker. Hij was in dienst van de NCRV.

## Levensloop
Hij bracht zijn jeugd door in Rotterdam, bezocht er de mulo en het Marnix Gymnasium en verhuisde vervolgens met zijn ouders naar Breda. Hij deed er staatsexamen H.B.S.-A en begon op zijn 18e samen met een lokale vriend een huis-aan-huisblad. Dat werd een paar jaar later gekocht door de uitgever van het Stadsblad in Utrecht, waarna Hans als journalist naar Den Haag vertrok. Hij werd stadverslaggever bij de christelijke Nieuwe Haagse Courant, in 1962 stapte hij over naar de Nieuwe Rotterdamsche Courant, waar hij parlementair verslaggever werd.
In 1967 volgde de overstap naar de actualiteitenrubriek Hier en Nu van de NCRV-televisie. Na verloop van tijd werd hij vaste presentator van dat programma, en maakte daarnaast ook veel binnen- en buitenlandse reportages. Zijn film Moe we blijven altijd bij je! over een Amsterdamse vrouw die in haar huis tien verstandelijk gehandicapte kinderen opving en verzorgde, werd in 1978 bekroond met de Premio Ondas, de prijs voor de beste Europese televisiedocumentaire. Het jaar daarop maakte hij een spraakmakend interview met prins Claus over de roddelpers.
Vanaf 1981 presenteerde Sleeuwenhoek ruim tien jaar lang (in afwisseling met Henk Mochel) het discussieprogramma Rondom Tien. 
In 1991 werd hij als manager verantwoordelijk voor de informatieve en godsdienstige programma's van de NCRV en verdween daarmee van het scherm.
In 1998 ging hij met vervroegd pensioen. Sindsdien deed hij vrijwilligerswerk - hij las onder meer tien jaar lang boeken in voor blinden - en had hij bestuursfuncties, waaronder die van secretaris van het Nationaal Revalidatiefonds. Ook leverde hij bijdragen aan een lokale krant in zijn woonplaats Driebergen.
Hans Sleeuwenhoek was getrouwd en had drie kinderen en acht kleinkinderen. In 2015 brak hij bij een val tijdens een fietstocht zijn nek en liep hij een dwarslaesie op. Hij overleed in 2017 op 78-jarige leeftijd aan een infectie.